# Chinatown (metrostation)
Chinatown is een metrostation van de metro van Singapore aan de North East Line en de Downtown Line. Het station bedient de Chinatown van Singapore. Er bevinden zich heel wat historische gebouwen in de onmiddellijke omgeving van het metrostation - wat ook de bouw niet vereenvoudigde. Ook de Sri Mariammantempel ligt in Chinatown.